# Середземноморський діалог
Ініціатива Середземноморський діалог, вперше запущена в 1994 році, — це партнерська програма співпраці між НАТО та сімома країнами Середземномор'я. ЇЇ проголошена мета — це «створення добрих відносин та кращого взаємного розуміння і впевненості у всьому регіоні, просування регіональної безпеки та стабільності та пояснення політик та цілей НАТО.»
Ця ініціатива відображає погляди НАТО, що безпека у Європі пов'язана з безпекою і стабільністю у Середземномор'ї. Крім того, вона посилює та доповнює такі форми співробітництва як Середземноморський союз та Середземноморська ініціатива ОБСЄ.
Середземноморський діалог за структурою є переважно двостороннім (формат НАТО+1), однак дозволяє регулярні зустрічі у багатосторонньому форматі (НАТО+7).
В цілому, події в рамках Середземноморського діалогу фінансуються сторонами самостійно. Однак, країни-учасники НАТО погодились розглядати питання щодо фінансової допомоги для Середземноморським партнерам для участі у Діалозі. Нещодавно був прийнятий ряд заходів для стимулювання співробітництва, у тому числі перегляд політики фінансування Діалогу, яка тепер дозволяє НАТО фінансувати до 100% витрат країн Діалогу на участь у заходах в рамках Діалогу та поширення механізмів Трастового Фонду НАТО /«Партнерство заради миру» на країни Діалогу.

## Учасники

Країни-учасники НАТО
Країни Партнерства заради миру
Країни Середземноморського діалогу

Середземноморський діалог було розпочато з п'ятьма країнами басейну, але пізніше приєдналися ще дві.
- Алжир  (приєднався у березні 2000)
- Єгипет  (приєднався у лютому 1995)
- Ізраїль  (приєднався у лютому 1995)
- Йорданія  (приєдналась у листопаді 1995)
- Мавританія  (приєдналась у лютому 1995)
- Марокко  (приєдналось у лютому 1995)
- Туніс  (приєднався у лютому 1995)

### Лівія
На Чиказькому саміті 2012 року, голови країни НАТО випустили декларацію, в якій зазначалось, що вони «будуть раді бачити» Лівію партнером НАТО «якщо вона того бажає», в рамках Середземноморського діалогу. Лівія поки що відповіді не надала.

## Ключові принципи
Ключові принципи запуску та подальшого успішного розвитку Середземноморського діалогу:
- Не-дискримінація: всім Середземноморським партнерам запропонована однакова основа кооперації з НАТО.
- Само-вирізняння, яке дозволяє індивідуальний підхід до особливих потреб кожної з країн Діалогу. Зокрема, індивідуальні програми співробітництва (нижче) дозволяють зацікавленим країнам Діалогу та НАТО окреслити їх практичне співробітництво більш конкретно, що дозволяє зацікавленим країнам окреслити основні коротко- та довгострокові цілі їх співробітництва з НАТО, узгоджені з політиками та цілями НАТО в Середземноморському діалозі.
- Інклюзивність: всі країни діалогу повинні вважати себе учасниками («акціонерами») спільних колективних зусиль.
- Двостороннє залучення: Середземноморський діалог — це «двостороннє партнерство», коли НАТО розраховує на участь партнерів для досягнення успіху, через постійний процес консультацій та особливий наголос на практичній кооперації.
- Не-нав'язування: Партнери НАТО по Діалогу можуть вільно обирати швидкість та глибину свого співробітництва з НАТО, сам Альянс не бажає нічого їм нав'язувати.
- Комплементарне та взаємне підсилення: зусилля Середземноморського діалогу та інших міжнародних інституцій в регіоні є за природою комплементарні та підсилюють ініціативи одне одного, наприклад такі як «Середземноморський союз» ЄС, «Середземноморська ініціатива» ОБСЄ або «П'ять плюс П'ять».
- Різноманітність: Середземноморський діалог поважає та бере до уваги особливі регіональні, культурні та політичні контексти партнерів.

## Індивідуальна програма співробітництва
НАТО та Ізраїль 16 жовтня 2006 року створили першу Індивідуальну програму співробітництва (ІПС) в рамках посиленого Середземноморського діалогу, за якою Ізраїль мав брати участь у морській операції НАТО «Активні зусилля». ІПС включає багато напрямків спільних інтересів, наприклад, боротьба з тероризмомта спільні військові навчання у Середземному морі. Пізніше були підписані такі ІПС з Єгиптом (2007 рік) та Йорданією (2009 рік). НАТО очікує, що з іншими країнами Середземноморського діалогу такі програми будуть підписані у майбутньому.